# Europeada 2008

Logo der Europeada 2008

Die erste Auflage der Europeada im Jahr 2008 entstand aus einem Wettbewerb des Marketingunternehmens Schweiz Tourismus (ST), welchen Sedrun Disentis Tourismus (SDT) und das Internationale Cultur Forum Disentis (ICF) mit der Idee einer Europameisterschaft der sprachlichen Minderheiten gewannen. Im Anschluss beteiligten sich auch die rätoromanische Kulturorganisation Lia Rumantscha (LR) sowie der Dachverband der europäischen Minderheiten FUEV an dem Projekt.

## Organisation
Ziel der Veranstaltung war es, auf die sprachlichen Minderheiten in Europa aufmerksam zu machen und ihnen eine Möglichkeit zur Vernetzung zu bieten. Außerdem sollte die Surselva, das Bündner Oberland, touristisch präsentiert werden. Die Veranstaltung stand unter dem Patronat der Regierung Graubündens, unterstützt wurde sie von Prominenten aus Sport und Politik wie dem Ex-Bundesrat Adolf Ogi und Ralph Zloczower, dem Präsidenten des Schweizerischen Fussballverbandes. Das Budget für die Europameisterschaft der sprachlichen Minderheiten lag bei 230.000 Franken.
Die Spiele wurden nach den Regeln der FIFA ausgetragen, allerdings lag der Spielplan im Vergleich zum UEFA-Wettbewerb viel enger beisammen – die Mannschaften mussten bis zu sechs Spiele innerhalb einer Woche absolvieren. Zum Wettbewerb zugelassen waren neben den Männern auch A- und B-Junioren sowie Frauen.
Austragungsstätten waren sieben Ortschaften im Bezirk Surselva (Sedrun, Disentis/Mustér, Trun, Danis-Tavanasa, Ilanz, Schluein, Laax und Vella), außerdem Trin und Domat/Ems im Bezirk Imboden sowie Chur im Bezirk Plessur. Im Rahmenprogramm fand zudem eine Tagesveranstaltung mit Musik und Folklore statt, die dem kulturellen Austausch der Völker dienen soll.
Eine elfköpfige Crew der Schweizer Armee organisierte sämtliche Transportdienste zwischen den Spielorten.

## Spielplan

### Vorrunde
Die Gruppen wurden am 13. Februar 2008 in einem Zürcher Hotel in Anwesenheit des Ständeratspräsidenten Christoffel Brändli ausgelost.
Ursprünglich waren fünf Vorrundengruppen vorgesehen, deren erstplatzierte Mannschaften sowie die drei besten Zweitplatzierten ins Viertelfinale einziehen sollten. Durch den Rückzug der Slowenen aus Italien, der Lemken und der Aromunen aus Mazedonien (die Aromunen bekamen die Schengen-Visa nicht rechtzeitig) wurden jedoch die Gruppen B und C zu einer Gruppe B/C vereinigt. In dieser speziellen Gruppe B/C waren 5 Mannschaften, da jedoch aufgrund des Zeitplanes nur 3 Spiele pro Mannschaft möglich waren, wurde ausgelost, wer gegen wen spielen sollte. Bei Punktegleichheit entschied dann in dieser speziellen Gruppe nicht das Torverhältnis oder das direkte Duell, sondern die Fairplaywertung (Anzahl Rote/Gelbe Karten). Aus den nun vier Gruppen zogen die Gruppenersten und Gruppenzweiten ins Viertelfinale ein.
Gruppe A
- Für die Waliser nahm der Clwb Cymric (nach dem Eigennamen des Walisischen: Cymraeg) teil, bei dem ausschließlich walisisch sprechende Fußballer spielen.
- Laut einer Volkszählung von 2002 zählt die deutsche Minderheit in Polen circa 150.000 Menschen, die deutsche Botschaft in Warschau geht dagegen von circa 300.000 Menschen aus, die vor allem in den Woiwodschaften Oppeln und Schlesien leben. Seit 1991 werden die Interessen der Deutschen in Polen durch den Verband der Deutschen sozial-kulturellen Gesellschaften vertreten.
- Die Rätoromanen leben im Kanton Graubünden in der Schweiz. Insgesamt wird das Rätoromanische bzw. Bündnerromanische noch von etwa 60.000 Einwohnern gesprochen.
- Früher lebten fast eine Million Deutsche in Ungarn, viele wurden nach dem Zweiten Weltkrieg nach Deutschland oder in die Sowjetunion verschleppt. Heute gibt es nur noch ungefähr 70.000 Ungarndeutsche.

| Pl. | Land               | Sp. | S | U | N | Tore    | Diff. | Punkte |
| --- | ------------------ | --- | - | - | - | ------- | ----- | ------ |
| 1.  | Deutsche in Polen  | 3   | 2 | 1 | 0 | 009:300 | +6    | 07     |
| 2.  | Rätoromanen        | 3   | 2 | 1 | 0 | 012:400 | +8    | 07     |
| 3.  | Waliser            | 3   | 0 | 1 | 2 | 003:900 | −6    | 01     |
| 4.  | Deutsche in Ungarn | 3   | 0 | 1 | 2 | 004:120 | −8    | 01     |

|                   |   |                    |     |
| Rätoromanen       | – | Deutsche in Ungarn | 5:1 |
| Waliser           | – | Deutsche in Polen  | 0:2 |
| Waliser           | – | Rätoromanen        | 0:4 |
| Deutsche in Polen | – | Deutsche in Ungarn | 4:0 |
| Waliser           | – | Deutsche in Ungarn | 3:3 |
| Deutsche in Polen | – | Rätoromanen        | 3:3 |

Gruppe B/C
- Im 7,5 Millionen Einwohner zählenden Katalonien ist Katalanisch vor Spanisch Amtssprache und wird an Schulen und Universitäten gefördert, insgesamt sprechen fünf Millionen Menschen Katalanisch als Muttersprache (unter anderem noch in der Region Valencia und auf den Balearen). Die Mannschaft der Katalanen stammt aus Girona.
- Für die aus etwa 50.000 Menschen bestehende dänische Minderheit aus Südschleswig nahm eine Auswahl des Dänischen Jugendverbandes in Südschleswig (SdU) teil.
- In Rumänien leben heute nach Angaben der Regierung 26.500 Aromunen, unter anderem in den Regionen Constanța, Tulcea und Călărași. Die aromunische Mannschaft besteht aus Spielern verschiedener Altersgruppen und soll so die Dynamik des aromunischen Volkes repräsentieren. Das frühe Ausscheiden der vom Ex-Weltklassespieler Gheorghe Hagi finanziell unterstützten Mannschaft war eine Enttäuschung für die Mannschaft.
- Ungefähr 200.000 Karatschaier leben in Russland in der Region Karatschai-Tscherkessien. Bei der Europeada wurden sie von der Mannschaft „Elbrusoid“ vertreten.
- Die Südtiroler Mannschaft besteht zum Großteil aus Spielern der Oberligavereine Obermais, St. Pauls, St. Georgen und Stegen (Eccelenza, 6. italienische Liga) und wird verstärkt mit drei Profis aus der Serie C2 (4. italienische Liga). In Südtirol löste das Turnier große Begeisterung aus, Politiker sprechen bereits von einer möglichen Austragung in Südtirol in vier Jahren. In der Südtiroler Mannschaft spielten sowohl deutsch- wie auch ladinischsprachige Spieler.

| Pl. | Land                   | Sp. | S | U | N | Tore    | Diff. | Punkte |
| --- | ---------------------- | --- | - | - | - | ------- | ----- | ------ |
| 1.  | Südtiroler             | 3   | 3 | 0 | 0 | 013:100 | +12   | 09     |
| 2.  | Dänen in Deutschland B | 3   | 2 | 0 | 1 | 021:500 | +16   | 06     |
| 3.  | Aromunen in Rumänien   | 3   | 2 | 0 | 1 | 025:400 | +21   | 06     |
| 4.  | Karatschaier           | 3   | 0 | 0 | 3 | 003:190 | −16   | 0      |
| 5.  | Katalanen              | 3   | 0 | 0 | 3 | 001:390 | −38   | 0      |

|                      |   |                      |       |
| Südtiroler           | – | Aromunen in Rumänien | 3:0   |
| Dänen in Deutschland | – | Katalanen            | 15:1  |
| Dänen in Deutschland | – | Südtiroler           | 0:3   |
| Aromunen in Rumänien | – | Karatschaier         | 6:1   |
| Katalanen            | – | Aromunen in Rumänien | 0:19  |
| Karatschaier         | – | Südtiroler           | 1:7   |
| Dänen in Deutschland | – | Karatschaier         | 6:1   |
| Katalanen            | – | Rätoromanen          | 0:5 A |

Gruppe D
- Die kroatische Minderheit ist in der Region Vojvodina eine anerkannte nationale Minderheit und besteht aus etwa 74.000 Menschen.
- Für die deutsche Minderheit in Nordschleswig spielte eine Auswahl des Deutschen Jugendverbandes für Nordschleswig.
- Die Mannschaft der aus Schleswig-Holstein stammenden etwa 50.000 Nordfriesen wurde von der Friisk Foriining gestellt. Sie traten als einzige teilnehmende Mannschaft mit einer reinen Damenmannschaft an.
- Die ursprünglich aus Indien stammenden Roma bilden in Ungarn mit 400.000 bis 600.000 Menschen die größte Minderheit des Landes.

| Pl. | Land                 | Sp. | S | U | N | Tore    | Diff. | Punkte |
| --- | -------------------- | --- | - | - | - | ------- | ----- | ------ |
| 1.  | Roma in Ungarn       | 3   | 3 | 0 | 0 | 051:100 | +50   | 09     |
| 2.  | Kroaten in Serbien   | 3   | 2 | 0 | 1 | 033:500 | +28   | 06     |
| 3.  | Deutsche in Dänemark | 3   | 1 | 0 | 2 | 020:190 | +1    | 03     |
| 4.  | Nordfriesen          | 3   | 0 | 0 | 3 | 007:860 | −79   | 0      |

|                      |   |                      |      |
| Deutsche in Dänemark | – | Nordfriesen          | 19:4 |
| Kroaten in Serbien   | – | Roma in Ungarn       | 0:2  |
| Kroaten in Serbien   | – | Deutsche in Dänemark | 12:1 |
| Roma in Ungarn       | – | Nordfriesen          | 46:1 |
| Kroaten in Serbien   | – | Nordfriesen          | 21:2 |
| Roma in Ungarn       | – | Deutsche in Dänemark | 3:0  |

Gruppe E
- Mit circa 1000 Sprechern sind die Zimbern aus Italien die kleinste der teilnehmenden Minderheiten – alle Spieler kommen aus der Gemeinde Lusern im Trentino, die 2006 303 Einwohner zählte.
- Okzitanien (das südliche okzitanischsprachige Drittel Frankreichs) dagegen besitzt sogar eine eigene Nationalmannschaft, die allerdings kein Mitglied der UEFA oder FIFA ist und daher nur Freundschaftsspiele bestreiten kann. Insgesamt absolvierte die Mannschaft bisher sieben Partien, darunter eines beim Viva World Cup 2006, wo sie aber dem späteren Sieger Sápmi (Samenland) 0:7 unterlagen. Den höchsten Sieg konnte sie im September 2005 mit 15:0 gegen Tschetschenien erreichen.
- Die ungefähr 60.000 Sorben aus der Lausitz sind in Deutschland eine anerkannte nationale Minderheit. Für die sorbische Mannschaft traten vor allem junge Spieler unter 20 Jahren aus der Oberlausitz an.
- Nur etwa 7000 Kroaten leben heute im Westen Rumäniens im Kreis Caraș-Severin.

| Pl. | Land                | Sp. | S | U | N | Tore    | Diff. | Punkte |
| --- | ------------------- | --- | - | - | - | ------- | ----- | ------ |
| 1.  | Sorben              | 3   | 2 | 1 | 0 | 006:200 | +4    | 07     |
| 2.  | Okzitanien          | 3   | 2 | 0 | 1 | 008:300 | +5    | 06     |
| 3.  | Zimbern             | 3   | 0 | 2 | 1 | 001:200 | −1    | 02     |
| 4.  | Kroaten in Rumänien | 3   | 0 | 1 | 2 | 001:900 | −8    | 01     |

|            |   |                     |     |
| Okzitanien | – | Zimbern             | 2:1 |
| Sorben     | – | Kroaten in Rumänien | 4:1 |
| Okzitanien | – | Sorben              | 1:2 |
| Zimbern    | – | Kroaten in Rumänien | 0:0 |
| Okzitanien | – | Kroaten in Rumänien | 5:0 |
| Zimbern    | – | Sorben              | 0:0 |

### Viertelfinale
|                   |   |                      |     |
| Deutsche in Polen | – | Kroaten in Serbien   | 0:2 |
| Roma aus Ungarn   | – | Rätoromanen          | 5:1 |
| Sorben            | – | Dänen in Deutschland | 1:3 |
| Südtiroler        | – | Okzitanien           | 2:0 |

### Halbfinale
|                    |   |                      |     |
| Kroaten in Serbien | – | Dänen in Deutschland | 5:1 |
| Roma aus Ungarn    | – | Südtiroler           | 0:4 |

### Spiel um Platz 3
|                      |   |                 |     |
| Dänen in Deutschland | – | Roma aus Ungarn | 0:9 |

### Finale
|                    |   |            |     |
| Kroaten in Serbien | – | Südtiroler | 0:1 |

## Reaktionen
Insgesamt verfolgten gut 5000 Zuschauer bei zum Teil sehr schlechtem Wetter die einzelnen Spiele. Obwohl diese Zahl unter den Erwartungen der Veranstalter blieb, wurde die EM als großer Erfolg bewertet. Da die Idee einer Europameisterschaft der sprachlichen Minderheiten positiv aufgenommen wurde und ein breites mediales Echo in vielen Ländern fand, soll sie zur festen Einrichtung werden.